# Айвазов Іван Георгійович
Іван Георгійович Айвазов (13 лютого 1872, Маріуполь, Російська імперія — 17 грудня 1964, Павлоград, СРСР) — православний місіонер, богослов і публіцист.

## Біографія
Народився Іван Айвазов в сім'ї матроса, в місті Маріуполь Катеринославської губернії.
Навчався в Катеринославській духовній семінарії. У 1898 році закінчив Казанську духовну академію зі ступенем кандидата богослов'я.
Із 1899 по 1912 рік служив єпархіальним місіонером у Тамбовській, Катеринославській, Харківській та Московській єпархіях. У 1912 році отримав звання магістра богослов'я та перейшов на посаду місіонера в Петербурзьку єпархію. Викладав у Московській та Санкт-Петербурзькій духовних академіях.
Брав активну участь у монархічному русі, був членом Російських зборів, виступав із доповідями релігійного та суспільно-політичного змісту. Був одним із найближчих сподвижників протоієрея Іоанна Восторгова, перебував у правлінні Братства Воскресіння Христового. Брав участь в організації та діяльності монархічних з'їздів, таких як «Четвертий Всеросійський з'їзд об'єднаного російського народу», «Перший Всеросійський з'їзд представників Союзу правого друку», «З'їзд російських людей» (1909 року), «Петроградська нарада монархістів».
Працював редактором та співробітником журналу «Голос Церкви», також співпрацював з журналами «Душеполезное чтение», «Миссионерское обозрение», «Миссионерский противомусульманский сборник», «Церковный вестник», «Вера и разум», «Голос истины». Написав безліч публікацій та творів за темами місіонерства та викриття сектантів (хлистів, духоборів, молокан, баптистів та інших).
У 1918 році був призначений місіонером-проповідником Московської єпархії. Декілька разів піддавався арештам, у 1928 році був на три роки відправлений на заслання в Йошкар-Олу з конфіскацією бібліотеки.
У 1933 році оселився в Павлограді, у 40-ві та 50-ті роки друкувався в «Журнале Московской патриархии».
Помер 17 грудня 1964 року в місті Павлоград, Дніпропетровської області.
10 жовтня 1995 року реабілітований прокуратурою Ленінграда.